# منتخب الولايات المتحدة لسباعيات الرغبي للسيدات
منتخب الولايات المتحدة الوطني لسباعيات الرغبي للسيدات (بالإنجليزية: United States women's national rugby sevens team)‏ هو ممثل الولايات المتحدة الرسمي في المنافسات الدولية في سباعيات الرغبي للسيدات.